# 新東京グループ
株式会社新東京グループ（英: Shintokyo Group Co., Ltd.）は、千葉県松戸市に本社を置く環境ソリューション事業総合プロデュース・廃棄物処理に関するコンサルティングを行う会社の持株会社。
2012年設立で、株式会社新東京開発や株式会社エコロジスタ、新東京トレーディング、新東京エナジーがグループ会社で代表取締役は吉野勝秀。

## 沿革
- 1992年（平成4年）7月 - 産業廃棄物収集運搬業を目的にとして、千葉県松戸市に株式会社新東京開発を設立[3]。
- 2006年（平成18年）12月 - 不動産管理部門を分離するため、株式会社シントウキョウエージェントを会社分割により設立[3]。
- 2009年（平成21年）8月 - 産業廃棄物中間処理施設の運営を目的に、株式会社エコロジスタを設立[3]。
- 2012年（平成24年）
  - 6月 - 持株会社設立のため、株式会社新東京グループを株式移転により設立[3]。
  - 9月25日 - 東京証券取引所TOKYO PRO Market市場への株式上場[4]

- 2013年（平成25年）
  - 4月 - 株式会社ヨコヤマを子会社化し、マテリアル再生事業を行うと発表[5]。
  - 5月 - 大手ゼネコンらと共同し東日本大震災復興支援事業を実施。
- 2015年（平成27年）4月 - 新エネルギー事業を目的とした株式会社新東京エナジーを設立することを決定。
- 2017年（平成29年）
  - 1月 - 株式会社ヨコヤマを株式会社新東京トレーディングに社名変更。
  - 2月 - 東京都江東区にて積替保管施設をオープン。
  - 3月 - 千葉ロッテマリーンズとのスポンサー契約を締結[6]し、ZOZOマリンスタジアムの外野左中間フェンスに社名広告を掲載。
  - 5月 - 過去最高益となる経常利益296百万円を達成。
  - 12月 - 第3号の工場となるメタルマテリアル工場をオープン。
- 2018年（平成30年）8月 - 平成30年豪雨災害に対し、義援金を寄付。
- 2019年（平成31年/令和元年）
  - 4月 - 汚泥再資源化施設（千葉県白井市）を株式会社エンバイオ・ホールディングより取得。民事再生手続を申請した株式会社グリーンシステムズの再生スポンサーとなる。
  - 6月 - 民事再生手続を申請した全建設共同事業組合の再生スポンサーとなる。
  - 11月 - 環境関連施設の保有と運用管理を目的とした株式会社シントウキョウグロースキャピタルを設立。
- 2021年（令和3年）9月 - TOKYO PRO Market市場上場廃止[7]。